# Козаче (Кам'янський район)
Козаче (до 2016 — Ле́ніна) — село в Україні, у Затишнянській сільській громаді Кам'янського району Дніпропетровської області.
Населення — 49 мешканців.

## Географія
Село Козаче розташоване за 2,5 км від лівого берега річки Базавлук, на відстані 2,5 км від сіл Благодатне, Смоленка і Удачне.

## Населення

### Мова
Розподіл населення за рідною мовою за даними перепису 2001 року:
| Мова            | Кількість | Відсоток |
| --------------- | --------- | -------- |
| українська      | 45        | 91.84%   |
| російська       | 1         | 2.04%    |
| інші/не вказали | 3         | 6.12%    |
| Усього          | 49        | 100%     |